# Pathologisch-Anatomisches Institut (Magdeburg)
Das Pathologisch-Anatomische Institut Magdeburg befand sich auf dem Gelände des damaligen Städtischen Krankenhaus Sudenburg in der Leipziger Straße 44 im Haus 28.
Es wurde am 1. Juni 1906 gegründet und bestand bis zum 6. September 1954.
Das Institut wurde besonders geprägt durch Gustav Ricker und Hasso Eßbach.
Ricker wurde wegen seiner politischen Einstellung in den vorzeitigen Ruhestand entlassen. Er war Mitglied der SPD.
Obwohl das Krankenhaus Sudenburg im Zweiten Weltkrieg schwer getroffen wurde, blieb das Institut weitgehend unbeschädigt.
Mit Gründung der Medizinischen Akademie Magdeburg wurde das Institut geteilt in ein Institut für Pathologie und ein Institut für Anatomie.

## Direktoren
- 01.06.1906 – 30.09.1934     Gustav Ricker
- 01.10.1934 – 00.00.1946     Otto Schultz-Brauns
- 00.00.1946 – 31.03.1952     Richard Penecke (kommissarisch)
- 01.04.1952 – 06.09.1954     Hasso Eßbach

## Oberärzte
00.00.0000 – 00.00.0000     Kurt Dietrich

## Assistenzärzte
- 00.00.1923 – 00.00.1924     Martin Nordmann
- 01.01.1931 – 31.03.1933     Gerhart Panning
- 00.00.1938 – 00.00.1940     Hans-Helmut Schnelle